# Lalande 21185 b
Lalande 21185 b è una super Terra in orbita attorno alla stella rossa di sequenza principale Lalande 21185, visibile nella costellazione dell'Orsa Maggiore.
Lalande 21185 è la sesta stella più vicina alla Terra, ad una distanza di circa 8,3 anni luce.

## Scoperta
Data la sua vicinanza al Sistema solare, Lalande 21185 è stata oggetto di studio nella ricerca di pianeti extrasolari. Diversi astronomi tra il 1945 e il 2002 hanno annunciato di avere prove dell'esistenza di pianeti attorno ad essa, senza tuttavia che ciò trovasse successiva conferma.
Utilizzando lo spettrometro HIRES installato sul telescopio Keck I in una ventennale campagna osservativa nell'ambito del Lick-Carnegie Exoplanet Survey, che ha interessato numerose stelle entro 150 anni luce dal Sole e ha stabilito diversi primati nella scoperta dei pianeti extrasolari, un gruppo di astronomi statunitensi nel 2017 annunciò la scoperta con il metodo delle velocità radiali di una candidata super Terra, con una massa minima pari a 3,8 M⊕, che avrebbe completato un'orbita attorno a Lalande 21185 in 9,8693±0,0016 giorni. Un'analisi indipendente degli stessi dati, pubblicata nel 2019, fallì tuttavia nel confermare l'esistenza del pianeta.
Nello stesso lavoro del 2019 furono resi noti i risultati della campagna osservativa condotta nei sette anni precedenti con lo spettrometro SOPHIE installato sul telescopio riflettore di 1,93 m di diametro, presso l'osservatorio dell'Alta Provenza a Saint-Michel-l'Observatoire. Risultò che attorno alla stella orbitasse effettivamente un pianeta, ma il gruppo di ricerca ottenne due possibili alternative dall'analisi dei dati col metodo delle velocità radiali, attribuendo maggiore probabilità alla soluzione che prevedeva l'esistenza di un pianeta con una massa minima di 2,99±0,46 M⊕, in orbita attorno alla stella in 12,9532±0,0079 giorni.
Una terza campagna osservativa condotta con lo spettrografo CARMENES, operante presso l'Osservatorio di Calar Alto in Spagna, ha confermato nel 2020 l'esistenza del pianeta scoperto nel 2019.

## Caratteristiche
Lalande 21185 b possiede una massa minima di 0,00846±0,00079 masse gioviane, pari a 2,688±0,251 masse terrestri. Completa un'orbita leggermente eccentrica in 12 giorni, 22 ore e 42 minuti, ad una distanza media dalla stella di 0,0789 UA (pari a un quinto della distanza media di Mercurio dal Sole).
Il pianeta non dovrebbe trovarsi nella zona abitabile del sistema. Assumendo per la sua albedo un valore simile a quello della Terra (pari a 0,3) o di Venere (pari a 0,8), si ottengono valori compresi tra 350 e 256 K per la temperatura di equilibrio planetaria.
Al gennaio del 2021 non risulta siano stati osservati transiti del pianeta.